# Вільгельм II (маркграф Майсену)
Вільгельм II Багатий (нім. Wilhelm II. der Reiche, нар. 23 квітня 1371 — пом. 30 березня 1425 року) — 30-й маркграф Майсенський (спільно з братом Фрідріхом IV) в 1381—1425 роках.

## Життєпис
Походив з династії Веттінів. Другий син Фрідріха III, маркграфа Майсенського і ландграфа Тюринзького, та Катерини фон Геннеберг. Народився у 1371 році. У 1381 році після смерті батька успадкував разом зі своїми братами Георгом і Фрідріхом батьківські володіння. Але через малий вік опинилися під опікою матері. Згідно розділу зі стрийками Балтазаром і Вільгельмом I в Хемніці в 1382 році отримав разом з братами Остерланд, Ландсберзьку марку, Плейсснерланд, тюринзькі міста Орламюнде, Кала, Єна, Наумбург, а також Кобург.
У 1389 році разом з братами викупив місто Заальфельд, а в 1400 році — Кенігсберзі округу. 1402 року після смерті брата Георга розділив з Фрідріхом його землі. Після смерті стрийка Вільгельма I в 1407 році, Фрідріх і Вільгельм II висунули претензії на його володіння.
У 1410 році Вільгельм II і його брат Фрідріх IV розділили свої володіння за договором в Наумбурзі. Остерланд вони розділили між собою, Вільгельм II отримав велику його частину і Ортерунг, а його брат — Лейпциг і Єну. Водночас було домовлено про спільну зовнішню політику. Поступово конфлікт з братом посилився, оскільки Вільгельм II бажав керувати Майсенською маркою самостійно. 1413 року оженився на представниці Мазовецьких П'ястів. 1417 року разом з братом уклав союз з Альбрехтом фон Вертгаймом, єпископом Бамбергу.
У 1420 році брав участь у рейхстазі в Вроцлаві, де обговоювався похід проти гуситів. Того ж року разом з братом Фрідріхом IV був учасником невдалої облоги Праги. 1423 року отримав від брата Лейпциг з округою й Єну.
1424 року уклав з графом Георгом фон Геннеберг-Ашах-Гартенбергом договір на створення ландверу (систему укріплень) в Саксонії. Помер в 1425 році, не залишивши спадкоємців. Йому успадковував брат Фрідріх IV.

## Родина
Дружина — Амелія, донька Земовита IV П'яста, князя Плоцького і Белзького
дітей не було